# 近藤会次郎
近藤 会次郎（こんどう かいじろう、1866年11月20日（慶応2年10月14日） - 1920年（大正9年）7月5日）は日本の技術者・経営者。浅野財閥の石油事業に携わり、米国の石油技術を日本に導入した。

## 生立ち
1866年11月20日（慶応2年10月14日）に岐阜県安八郡仁木村大字藻池新田四番戸で古くからの農家に生まれた。1880年（明治13年）4月8日に岐阜県では最高学府だった華陽農学校に入学し、1883年（明治16年）7月13日に卒業すると、そこで助教諭として務めたが、半年後に辞職した。上京して共立英学校で数ヶ月学んでから、予備門（旧制第一高等学校）の入学試験に合格し入学し、1889年（明治22年）7月に卒業した。9月に大学（東京帝国大学）に入学すると応用科学を専攻したが、寄宿舎では今泉嘉一郎と同室で、ボートでは舵を担当した。1892年（明治25年）6月に卒業すると今泉嘉一郎と共に農商務省に勤務した。そこで隕石の鑑定をしたが、榎本武揚大臣はその隕石から流星刀を鍛えて明治天皇に献上した。

## 浅野石油部

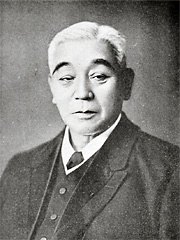
浅野財閥総帥 浅野総一郎

大学で同窓だった白石元治郎に誘われて、1895年（明治28年）浅野石油部（浅野財閥）に転職した。1896年（明治29年）7月に渡米すると油田や製油所を視察して、チャーレス・ハースを浅野石油部に招聘し、1897年（明治30年）春に帰国した。そして米国式の円筒形鉄製油槽車五両を1898年（明治31年）に深川車両工場に製造させたが、これが日本最初のタンクカー（異説あり）とも言われている。1899年（明治32年）12月に浅野鑿井部の部長として新潟県柏崎に赴任すると、数百万坪の鉱区を買い取り、翌年から油井を掘った。チャーレス・ハースが考案した、当時としたは先進的な水圧ロータリー式鑿井機を用いたが余り成果がなかった。近藤会次郎は最新の米国式製油施設に倣って浅野柏崎製油所を設計すると、1900年（明治33年）3月から製油所の工事を監督した。蒸溜釜を五機並列にし、コンデンサーを木槽ではなく鉄槽にし、黄銅管ではなく鉄管を用い、螺旋式ではなく並行式にし、洗浄槽に圧搾空気による撹拌装置と揚酸機を設置し、千石の大型タンクを設置した。これは規模でも設備でも当時一番だった。1902年（明治35年）3月に浅野柏崎製油所と浅野鑿井部の一部が宝田石油と合併したので、宝田石油の製油技師長に就任した。同年5月に東宮（後の大正天皇）が宝田石油に巡啓した時に石油技術を解説した。

## 南北石油

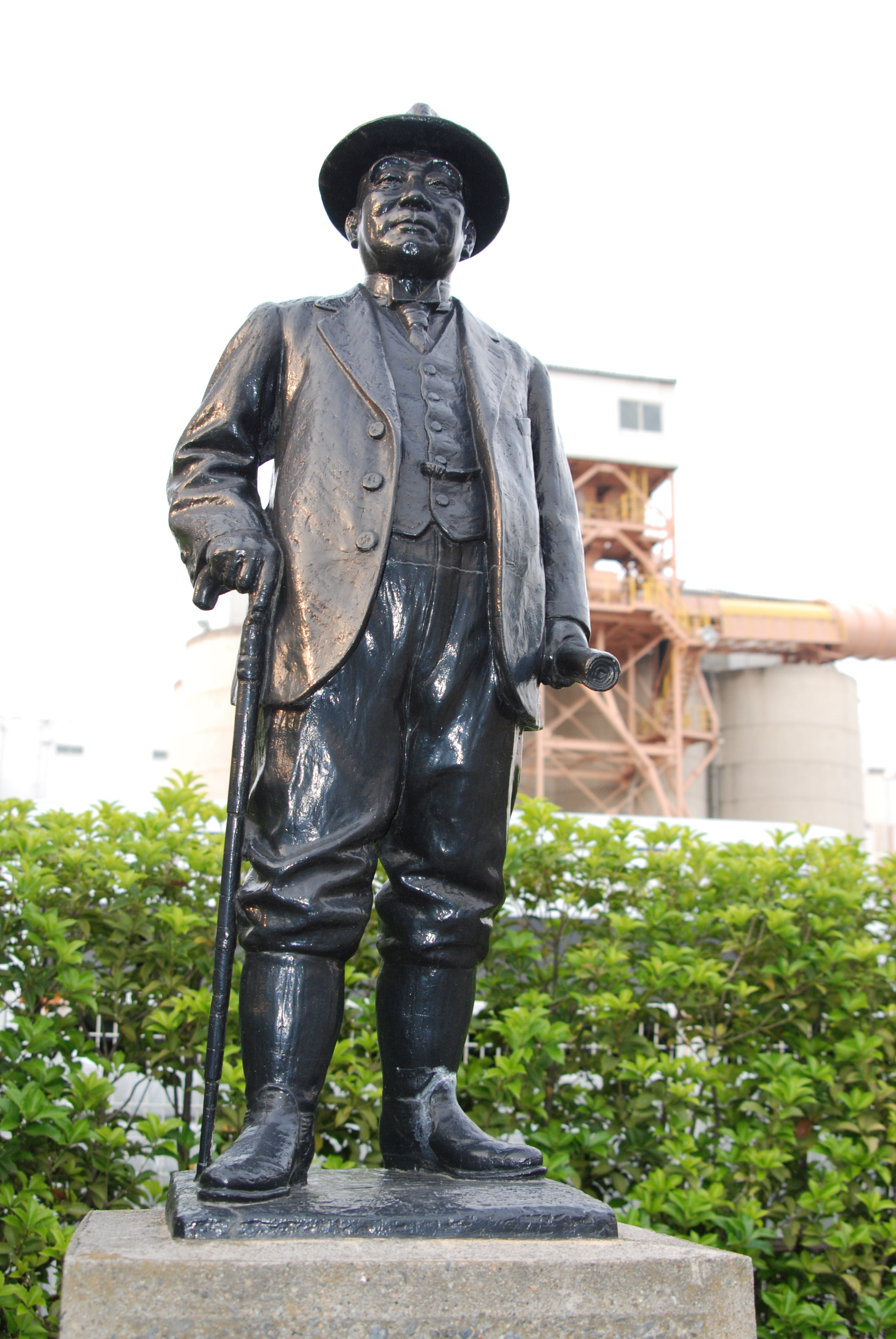
浅野財閥総帥浅野総一郎の銅像

1906年（明治39年）5月に米国グラシオサ油田原油の品質試験と調査研究を命じられたが、近藤会次郎は良質な原油だと判定した。それで浅野総一郎は、この原油の輸入精製販売を決定し、新しい製油所建設の為に近藤を南北石油の技師長に任命すると、高桑藤代吉や浅野石油部の水崎基一と一緒に米国に派遣した。また東洋汽船（浅野財閥）はこの原油を輸送するためにタンカー五隻（相洋丸・武洋丸・紀洋丸ほか）を発注し、新型の天洋丸・地洋丸は石油を燃料とした。近藤たちは8月13日にサンフランシスコに着くと、カリフォルニア州鉱山局や地質調査所やカリフォルニア大学の専門家を訪問して意見を聴き参考資料を集め、各地の油田・製油所・鉄鋼所を視察し、大丈夫だと判断して、グラシオサ・オイル・カンパニー他二社から毎月9万バーレルの原油を買い取る正式な契約書に調印した。8月29日にニューヨークに到着すると、高田商会や大倉組のニューヨーク支店に赴いて相談や研究をしてから、この二社を介して製油所の設備を注文し、11月下旬に帰国した。12月30日に保土ヶ谷製油所の起工式を行ったが、1907年（明治40年）10月にはタンカーピンナ号が六千トンの原油を横浜港に運んできたので、11月から製油所の一部が稼動し始めた。これが日本の原油輸入の最初である。この保土ヶ谷製油所は約三万坪の敷地に、原油蒸溜釜600バーレル16本・重油蒸溜釜300バーレル6本・揮発油蒸溜釜300バーレル2本を全て露天で配置し、一日の蒸溜張込石数3000バーレルで、大小57基のタンクを保有し約32万石の油を収容できた。平沼油槽所は、原油タンク重油タンク製油タンク合計9基を有し約17万石の収容能力を有した。高島町海岸から平沼油槽所に原油を陸揚するパイプライン二本、平沼油槽所から保土ヶ谷製油所に原油を送るパイプライン二本、保土ヶ谷製油所から平沼油槽所に灯油類を送るパイプライン三本、保土ヶ谷製油所から平沼油槽所を経て高島町海岸に重油を送るパイプライン二本が敷設された。これは当時としては驚くほど大規模な製油所だった。南北石油の輸入原油量は1907年（明治40年）の国内原油生産量の63%に相当した。国内油田の原油しか扱っていなかった日本石油の内藤久寛社長は南北石油に脅威を感じて、松方正義総理大臣に哀願したので、1908年（明治41年）2月から3月にかけて国会で原油輸入関税引上げが議論された。これは浅野財閥の東洋汽船（原油輸送）・浅野石油部（原油供給）・南北石油（製油）にとって死活問題なので、双方が猛烈な政治運動を展開したが、来年4月からの関税引上げが議決されてしまい、浅野財閥の石油事業は大打撃を受けた。さらに、丁度この頃にグラシオサ・オイル・カンパニー他二社がスタンダード社に買収合併されて（あるいは油井に地下水が浸入してあるいは米国内で石油価格が高騰して）売買契約を履行しないので、新たな原油供給元を求めて、近藤会次郎が8月に出国し、ペルー・米国テキサス・インディアンテリトリー・ルーマニア・バクー・グローズヌイの油田を訪れて原油売買契約を締結し1909年（明治42年）6月に帰国したが、既に前年の9月に南北石油は宝田石油に合併されていた。また浅野財閥とグラシオサ・オイル・カンパニーが共同で、カリフォルニアで新たに油井を三箇所掘ってみたが出油しなかった。保土ヶ谷製油所は宝田石油の横浜製油所となって操業したが、原油供給難のせいで1912年（大正元年）8月に閉鎖された。

## 窒素肥料調査に洋行
1913年（大正2年）近藤会次郎は日本エナメル株式会社（タカラスタンダード）の取締役に就任した。この年の7月に浅野総一郎は、ボーキサイトから硫安（窒素肥料）を製造する事業の調査に、近藤と高峰譲吉をヨーロッパと米国に派遣した。ドイツでハーバー法発明者の意見を聴き、フランスではセルペック博士の硫安工場を見学したが、この事業は時期尚早だと判断した。オーストリアではツアーンディング会社の石綿スレート工場を視察し、日本での製造販売権を獲得して機械一式を購入しオーストリア人技師を雇った。1914年（大正3年）7月に第一次世界大戦が始まったので、ヨーロッパから米国に渡航してゼネラル・ケミカル・カンパニーの窒素肥料工場を見学し、同年秋に帰国した。硫安製造は中止したが、この時にベークライトやオブラートやスポンジ・アイアンの製造法を輸入した。

## 浅野スレート
同年の12月に東京深川区で石綿スレート工場を試運転すると、1915年（大正4年）3月に浅野総一郎・渋沢栄一・大川平三郎・徳川公爵その他が出資して浅野スレート株式会社（エーアンドエーマテリアル）を設立し、近藤が専務取締役に就任した。戦争景気で需要が急増したので、資本金を六倍に増資して、深川区の工場を拡張し、門司・名古屋・大阪・京城にも工場を建設したが、それでも需要を満たす事が出来ず、八時間労働の一日三交代制で24時間連続して工場を稼動させた。1933年（昭和8年）には浅野スレートが日本の生産高の七割を占めた。

## 日本カーリット
セメント原料の石灰を採取するのにダイナマイトを用いていたが、第一次世界大戦でヨーロッパからの火薬輸入が途絶えたので、浅野総一郎は今泉嘉一郎と相談して、カーリット爆薬の製造を決心し、1916年（大正5年）9月に近藤会次郎と野原彝夫をスウェーデンのストックホルムに派遣した。二人はアクチボラーゲット・カーリット会社を訪問し、駐在武官の協力でカーリット爆薬を調査研究して有効性を確認してから、東洋での製造販売権を取得した。野原は製造方法を習得する為に現地に残り、近藤は先に帰国した。1917年（大正6年）12月に野原が帰国すると、近藤はカーリット製造工場建設計画をつくり浅野同族の製薬部部長に就任した。1919年（大正8年）6月には南千住で過塩素酸アンモニア製造工場が、12月には保土ケ谷でカーリットの調合工場が稼動し始めた。1920年（大正9年）に浅野同族の製薬部が日本カーリット会社になると、野原が社長に就任した。近藤は1919年（大正8年）5月に病気療養を始め、翌年7月5日に転地療養先の鎌倉に於いて胃がんで死去、享年53（数え年で55）、雑司が谷墓地に葬られた。

## 人物
近藤会次郎は米国のホテルに宿泊した時に、日本では珍しかった水洗便所を見ると、裸になって便器に手を突っ込んで構造を調べた。高峰譲吉からタカヂアスターゼの日本での販売権を無償譲渡されたが、近藤はその販売権を三共製薬に無償で譲渡した。近藤は人と話す時に靴を履いた足を机やテーブルに乗せる癖があり、財閥総帥浅野総一郎と話す時もそうしていた。事務所で食事した後は、床に落ちてるマッチの燃えさしを拾って歯をほじった。給料は袋に入ったまま妻に渡して、必要額だけ妻から受け取っていた。

## 著作

### 論文
- 近藤會次郎「日本産白金」『東京化學會誌』第13号、日本化学会、1892年、101-102頁、doi:10.1246/nikkashi1880.13.101、ISSN 0371-8409、NAID 130003486910。
- 近藤會次郎「三池石炭の化學的研究」『地學雜誌』第5巻第6号、東京地学協会、1893年、294-296頁、doi:10.5026/jgeography.5.294、ISSN 0022-135X、NAID 130000983772。
- 近藤會次郎「岩石の顯微化學分折法」『地學雜誌』第5巻第11号、東京地学協会、1893年、540-544頁、doi:10.5026/jgeography.5.540、ISSN 0022-135X、NAID 130000984056。
- 近藤會次郎「隕石ノ分析」『東京化學會誌』第15号、日本化学会、1894年、4-8頁、doi:10.1246/nikkashi1880.15.4、ISSN 0371-8409、NAID 130003487015。
- 近藤會次郎「墺期丁式硫化鑛熔解法ニ就テ」『日本鑛業會誌』第10巻第110号、資源・素材学会、1894年、161-164頁、doi:10.11508/shigentosozai1885.10.161、ISSN 0369-4194、NAID 130004035973。
- 近藤會次郎, 橋本新一「本邦産石油試驗報文」『東京化學會誌』第17号、日本化学会、1896年、109-129頁、doi:10.1246/nikkashi1880.17.109、ISSN 0371-8409、NAID 130003487074。
- 近藤會次郎「「化學工業界に就て」の後を承けて」『工業化学雑誌』第1巻第2号、日本化学会、1898年、108-109頁、doi:10.1246/nikkashi1898.1.108、ISSN 0023-2734、NAID 130004094027。
- 近藤會次郎「玻璃製造の原料」『工業化学雑誌』第1巻第8号、日本化学会、1898年、559-562頁、doi:10.1246/nikkashi1898.1.559、ISSN 0023-2734、NAID 130004094037。
- 近藤會次郎「石油及油類の引火點及襲火點の名稱に就て」『工業化学雑誌』第4巻第11号、日本化学会、1901年、1630-1632頁、doi:10.1246/nikkashi1898.4.1630、ISSN 0023-2734、NAID 130004269278。
- 近藤會次郎「石油精製法」『工業化学雑誌』第7巻第4号、日本化学会、1904年、334-340頁、doi:10.1246/nikkashi1898.7.334、ISSN 0023-2734、NAID 130004277456。
- 近藤會次郎「北米合衆國に於ける石油業一般」『工業化学雑誌』第12巻第11号、日本化学会、1909年、1057-1068頁、doi:10.1246/nikkashi1898.12.1057、ISSN 0023-2734、NAID 130004094057。
- 近藤會次郎「石油業の大勢(石油商戰の原因)」『工業化学雑誌』第15巻第2号、日本化学会、1912年、170-173頁、doi:10.1246/nikkashi1898.15.2_170、ISSN 0023-2734、NAID 130004266247。
- 近藤會次郎「窒素肥料」『工業化学雑誌』第17巻第5号、日本化学会、1914年、517-523頁、doi:10.1246/nikkashi1898.17.5_517、ISSN 0023-2734、NAID 130004094133。
- 近藤會次郎「石油工業の現況」『工業化学雑誌』第23巻第7号、日本化学会、1920年、681-723頁、doi:10.1246/nikkashi1898.23.7_681、ISSN 0023-2734、NAID 130004266594。

### 著書・翻訳
- 近藤会次郎, 田中礼助 編『小有機化学』内田老鶴圃、明25年。
- ローター・マイヤー著、近藤会次郎 訳『化学原論』内田老鶴圃、明27年。
- 近藤会次郎 編『新撰工業化学書』富山房、明治28年。
- 近藤会次郎『近世工業化学書』富山房、明治36年。
- 高松豊吉、近藤会次郎など『化学工業全書』第5冊、丸善書店、明治40年。石油に関する日本最初の書籍[67][17]。

## 家族
- 妻 かね子 萩藩典医松岡勇記（松下村塾出身）の三女。1929年（昭和4年）死去[68]。
- 長女 愛子 仁木正之助（後の帝國煉瓦監査役[69]）に嫁す[70]。
- 長男 須磨雄 1917年（大正6年）旧制第一高等学校（東京大学）在学中に夭折[71]。
- 次男 柏次郎 東京帝国大学卒、ピアニスト、1932年（昭和7年）没[72][73]。